# Station électrique de Kasarmitori
L’ancienne station électrique de Kasarmitori  (finnois : Kasarmitorin sähköasema) est un bâtiment historique du quartier de Kaartinkaupunki à Helsinki en Finlande.

## Description
L'ancienne station électrique de Kasarmitori est un bâtiment conçu par l'architecte Selim Arvid Lindqvist dans un style Art Nouveau et sécession viennoise.
La construction du bâtiment est achevée en 1909 au coin de Kasarmikatu et Pieni Roobertinkatu.
Lorsque la centrale électrique d'Helsinki n'aura plus besoin de ce bâtiment, il accueillera le département de police d'Helsinki de 1974 à 2012. 
L'hiver 2012-2013, la ville d'Helsinki vend l'ancienne station et un immeuble de bureaux conçu en 1931 par Gunnar Taucher du côté de Pieni Roobertinkatu à Royal Restaurants Oy, qui transformera l'ensemble en hôtel.
L'hôtel Lilla Roberts ouvre ses portes le 12 août 2015.

## Galerie

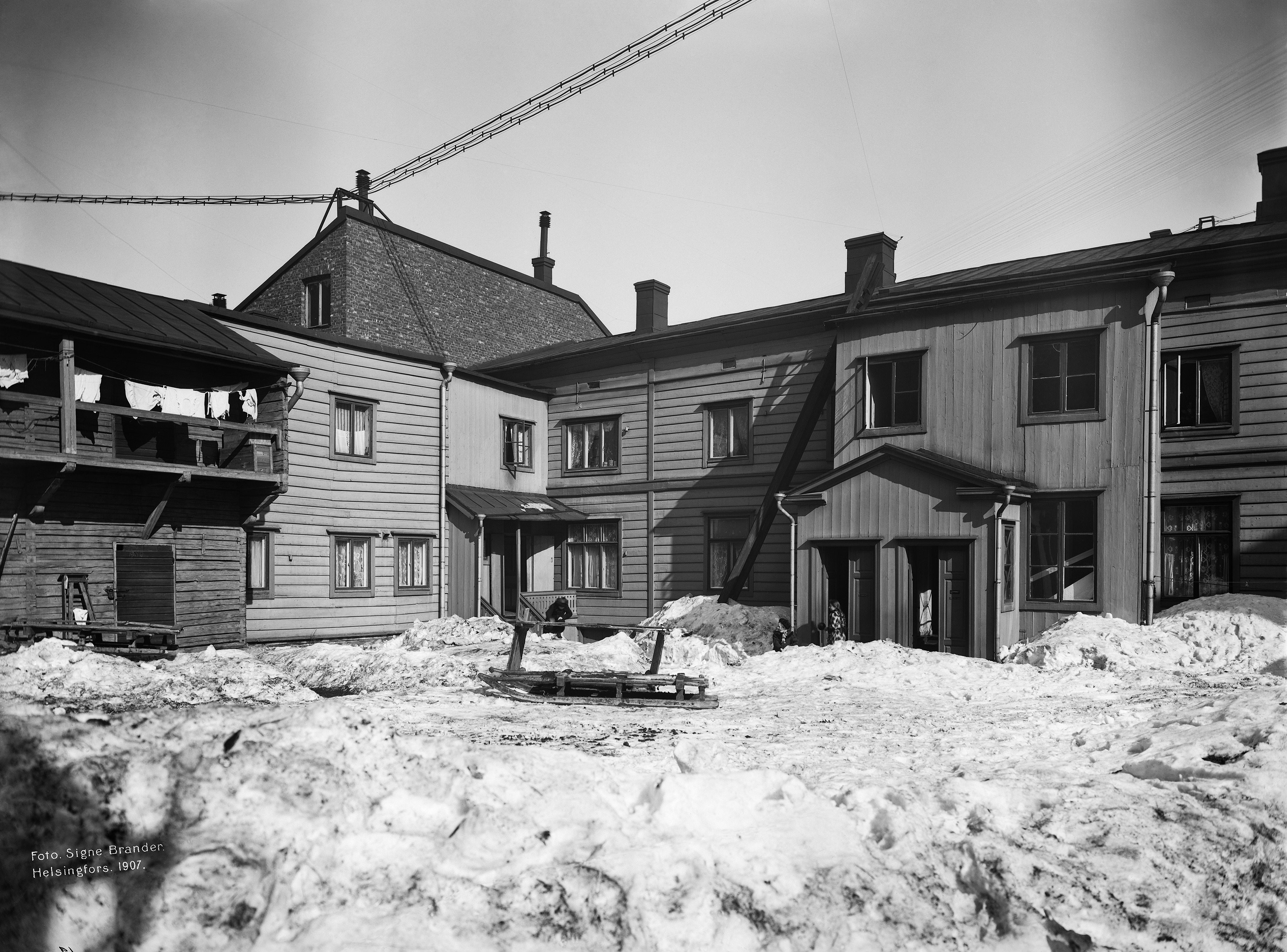
Pieni Roobertinkatu 1 - Kasarmikatu 30.